# South Abaco

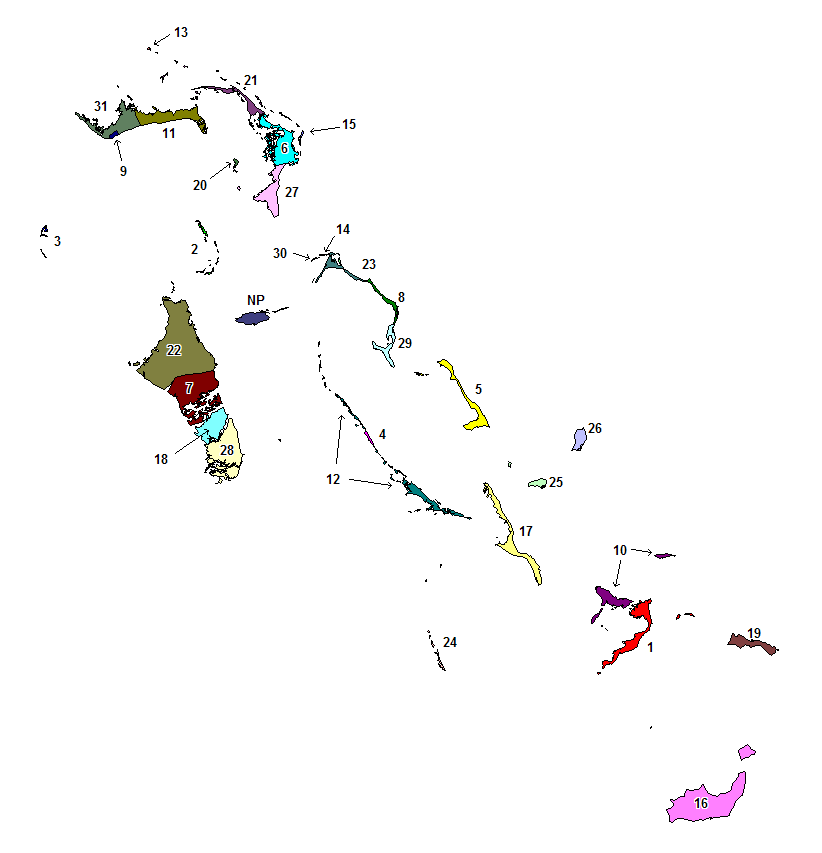
South Abaco

South Abaco é um dos 32 distritos das Bahamas. Sua localização é ao norte da capital do arquipélago, Nassau.